# Альфонс Коріг
Альфонс Коріг (англ. Alphonse Qorig, 7 липня 1981) — вануатський футболіст, що грав на позиції півзахисника. Більшу частину кар'єри провів у клубі «Стефердс Юнайтед», відомий також за виступами у збірній Вануату.

## Клубна кар'єра
Альфонс Коріг розпочав виступи на футбольних полях у 2002 році в команді «Стефердс Юнайтед». більшу частину кар'єри провів у цьому клубі, в якому виступав до 2017 року. Двічі — у 2005 і 2007—2008 роках — грав у оренді в іншому вануатському клубові «Тафеа», у складі якого в цей час тричі ставав чемпіоном Вануату. У 2017 році завершив виступи на футбольних полях.
З 2002 року Коріг грав у складі збірної Вануату. У складі команди був учасником Кубка націй ОФК 2004 року, на якому відзначився забитим м'ячем. У 2004 році також грав за молодіжну збірну Вануату. У складі першої збірної країни виступав до 2008 року, зігравши у її складі 19 матчів.